# ولسوالی کوهستان (ولایت فاریاب)
ولسوالی کوهستان یکی از ۱۴ ولسوالی‌‌‌‌ ولایت فاریاب، به مرکزیت شهر لولاش در شمال غربی افغانستان است. کوهستان از ولسوالی‌های درجه سوم ولایت فاریاب بوده، پهناوری آن ۲۲۵۴ کیلومتر مربع است و با ۶۲٬۷۲۳ نفر جمعیت در سال ۱۳۹۹، هفتمین ولسوالی پر جمعیت‌ ولایت فاریاب می‌باشد.
ولسوالی کوهستان از شمال با ولسوالی‌های المار، پشتون کوت، گرزیوان و قیصار،از شرق با ولایت سرپل، از جنوب با ولایت غور و از غرب با ولسوالی‌ ولایت بادغیس محدود می‌باشد.

## مردم
این ولسوالی از مناطق سرد سیر فاریاب است و به نسبت برفباری و یخبندی ها ۶ ماه سال راه مواصلاتی آن با مرکز و ولسوالی های همجوار قطع میشود بیش از ۱۵۰ هزار نفوس دارد و همه از قوم ایماق اند و مشغول زراعت و مالداری میباشند.

## وضعیت معارف در کوهستان
در ولسوالی کوهستان ۲۵ مکتب موجود است که ۳ مکتب برای دختران و ۲۲ مکتب برای پسران است، تنها ۲ مکتب دارای ساختمان رهایشی و بقیه فاقد ساختمان رهایشی‌اند، تعداد معلمان ۱۸۰ تن است که ۱۷۹ تن مرد و فقط ۱ تن زن است. در این ولسوالی ۷٬۷۰۰ تن متعلم وجود دارد که ۶٬۹۵۰ آن‌ها پسر و ۸۵۰ تن آن‌ها دختر است.

## منبع‌ها
1. ↑  محمدداوود (1401/4/06). «Gmail[1]». accounts.google.com. دریافت‌شده در 2022-06-26. تاریخ وارد شده در |تاریخ= را بررسی کنید (کمک)
2. ↑  «برآورد نفوس کشور:١٣٩٩» (PDF). اداراه احصائیه مرکزی افغانستان. ٢٨ می ٢٠٢٠. بایگانی‌شده از اصلی (PDF) در ۳ ژوئیه ۲۰۲۰. دریافت‌شده در ٢٨ می ٢٠٢١.
3. ↑  «جمعیت‌شناسی و جمعیت ولایت فاریاب» (PDF). هیئت معاونیت ملل متحد در افغانستان و سالنامهٔ آماری افغانستان، سال ۲۰۰۶ میلادی. وزارت احیا و انکشاف دهات افغانستان. دریافت‌شده در ۱۲-۱۲-۱۳۹۰. تاریخ وارد شده در |تاریخ بازدید= را بررسی کنید (کمک)
4. ↑  https://moec.gov.af/sites/default/files/2019-10/5-%20Faryab.pdf
5. ↑  جغرافیای عمومی فاریاب، تالیف: محمد کاظم امینی، چاپ: سنبلهٔ ۱۳۸۷